# Gigny (Yonne)
Gigny ist eine französische Gemeinde mit 83 Einwohnern (Stand: 1. Januar 2022) im Département Yonne in der Region Bourgogne-Franche-Comté (vor 2016 Bourgogne) im Osten Frankreichs. Die Gemeinde gehört zum Arrondissement Avallon und zum Kanton Tonnerrois (bis 2015 Cruzy-le-Châtel). Die Einwohner werden Gannais genannt.

## Geografie
Gigny liegt etwa 58 Kilometer östlich von Auxerre. Umgeben wird Gigny von den Nachbargemeinden Nicey im Norden, Laignes im Osten, Sennevoy-le-Bas im Süden und Südosten, Sennevoy-le-Haut im Süden und Südwesten sowie Cruzy-le-Châtel im Westen.

## Bevölkerungsentwicklung
| Jahr                      | 1962 | 1968 | 1975 | 1982 | 1990 | 1999 | 2006 | 2013 |
| ------------------------- | ---- | ---- | ---- | ---- | ---- | ---- | ---- | ---- |
| Einwohner                 | 183  | 166  | 148  | 113  | 102  | 91   | 101  | 94   |
| Quelle: Cassini und INSEE |      |      |      |      |      |      |      |      |

## Sehenswürdigkeiten
- Kirche Saint-Léger aus dem 16. Jahrhundert, seit 1913 Monument historique

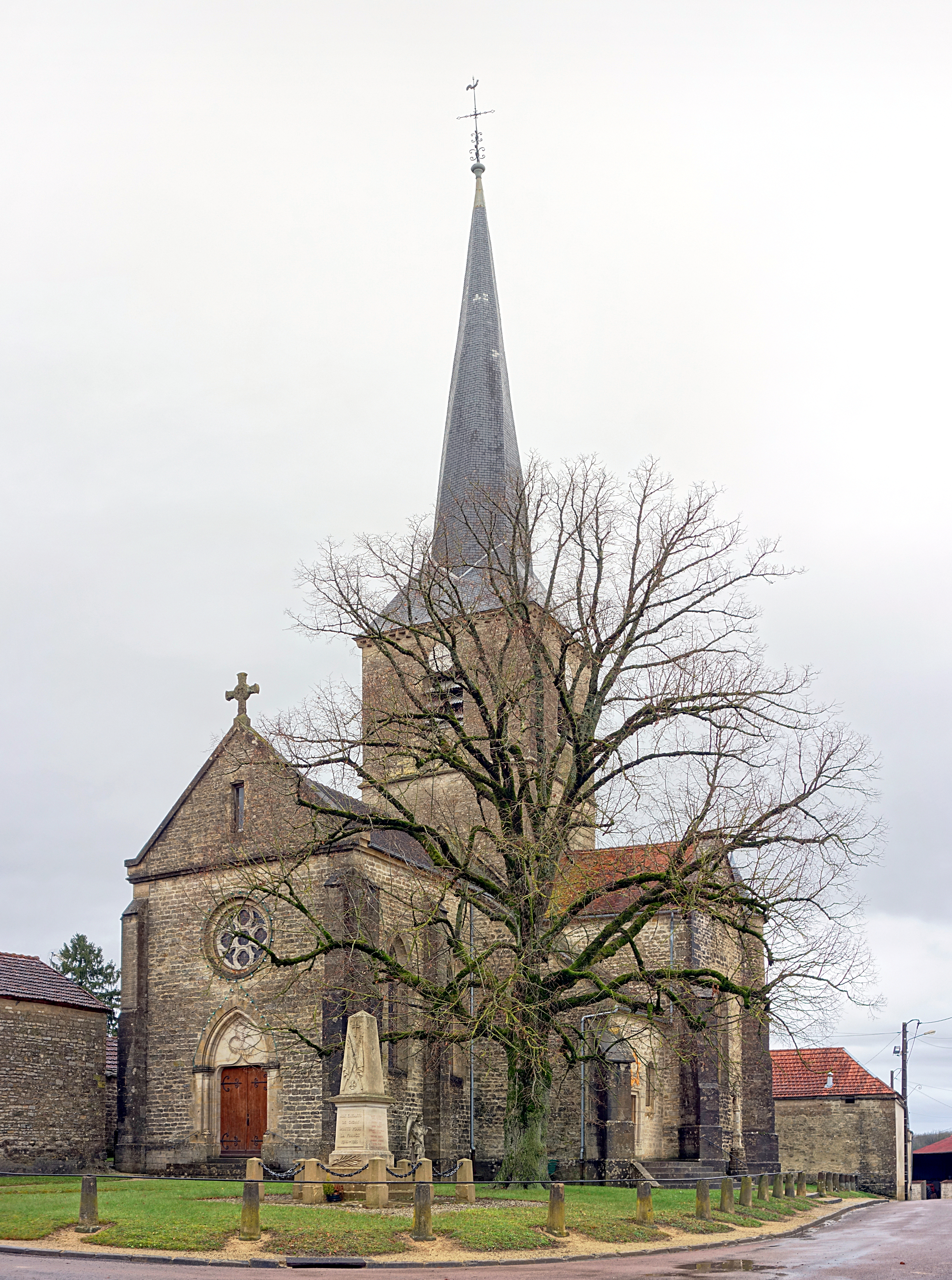
Kirche Saint-Léger